# Alfabet komi
Alfabet komi – alfabet służący do zapisu języka komi. W czasie swojego istnienia kilka razy zmieniano jego formę graficzną. Współczesny alfabet komi oparty jest na cyrylicy. W jego historii można wyróżnić pięć etapów:
- XIV-XVII wiek: anbur – oryginalny system graficzny;
- XVIII w. – 1918 r.: alfabet oparty na cyrylicy;
- 1918-1932 i 1936-1938: alfabet Wasilija Mołodcowa na podstawie zmodyfikowanej cyrylicy;
- 1932–1936: alfabet łaciński;
- od 1938: alfabet oparty na cyrylicy.

## Anbur
Pierwszy system pisma dla języka Komi został opracowany przez misjonarza Stefana z Permu około 1372–1375. Pismo powstał na potrzeby chrystianizacji terytorium Komi. Uważa się, że przy wyborze wyglądu liter Stefan z Permu kierował się zarówno alfabetem greckim, jak i cyrylickim. Pismo to zostało nazwane Anbur (od nazwy pierwszych dwóch liter alfabetu). Niekiedy określane jest ono także mianem języka staropermskiego lub starokomiackiego. 
Do dziś zachowało się kilka ikon z napisami w anburze, a także szereg odręcznie pisanych wierszy w książkach. Całkowita objętość zachowanych, spójnych tekstów w anburze to 236 słów.

## Wczesne pismo oparte na cyrylicy

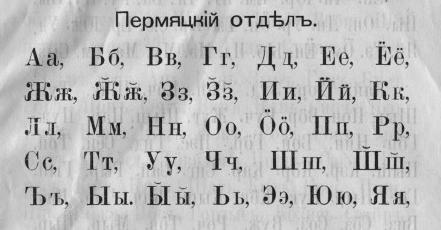
Alfabet komi-permiacki z elementarza z 1897 roku

Od XVIII wieku teksty w języku komi publikowano w zapisie zarówno alfabetem łacińskim, jak i cyrylicą. Tak więc w drugim wydaniu książki Nicolaesa Witsena „Tataria północna i wschodnia”, wydanej w 1705 r., ukazało się tłumaczenie modlitwy „Ojcze nasz” na język komi, zapisane alfabetem łacińskim.
W latach 1787–1789 w książce Petera Simona Pallasa „Comparative Dictionary of All Languages and Adverbs” opublikowano około 200 słów w języku komi, zapisanych cyrylicą.
W 1808 roku pierwszą gramatykę języka komi-zyriańskiego opracował Filip Kozłow, student Wołogodzkiego Seminarium Teologicznego. Kozłow używał w niej alfabetu opartego na cyrylicy: А а, Б б, В в, Г г, Д д, Е е, Ж ж, З з, И и, І і, К к, Л л, М м, Н н, О о, Ӧ ӧ, П п, Р р, С с, Т т, У у, Ч ч, Ӵ ӵ, Ш ш, ъ, Ы ы, ь, Ю ю, Я я. Ta gramatyka nie została jednak opublikowana. W 1813 r. na podstawie tej pracy nauczyciel tego samego seminarium A. Flerow opublikował pierwszą drukowaną gramatykę komi – „Zyrianskaja grammatika, izdannaja ot gławnogo uprawlenija ucziliszcz”.
W latach 20. i 30. XIX wieku opublikowano całą serię gramatyk i słowników komi, w których zastosowano różne systemy zapisu – cyrylicę (Pawał Sawwaitow, Andreas Sjögren) i łacinkę (Matthias Castrén).
W drugiej połowie XIX wieku na bazie wcześniej stworzonych gramatyk rozwinęły się dwa główne systemy zapisu języka komi. Tak więc w pracach Gieorgija Łytkina, oprócz standardowych rosyjskich liter, używano liter ӧ, j, ligatur ԫ, ꚉ, a palatalizację oznaczano za pomocą grawisu. U wielu innych autorów na miękkość spółgłosek wskazywano poprzez literę j.
Pod koniec XIX wieku zaczęto licznie wydawać elementarze w języku komi-zyriańskim i komi-permiackim. Elementarze wychodziły spod ręki różnych autorów, którzy wykorzystywali różne warianty alfabetu komi opartego na cyrylicy.
Różnice między alfabetami komi z elementarzy z XIX i początku XX wieku w porównaniu ze współczesnym alfabetem:
- komi-zyriański
  - Popow A. „Azbuka dla zyrianskogo junoszestwa, ili legczajszyj sposob zyrianam nauczitʹsia russkoj gramotie”. SPb, 1865. Brak liter Ё ё, Й й. Zawiera grafemy Ԫ ԫ, Ꚉ ꚉ, Ч̇ ч̇, Ъі ъі, Ѣ ѣ, Јі јі, Јо јо, Јӧ јӧ, Јы јы, Ѳ ѳ, Ѵ ѵ
  - „Azbuka dla zyrian-iżemcew, żywuszczich w Pieczerskom ujezdie Archangielskoj gubiernii”. Archangielsk, 1895. Zawiera grafemy Ѣ ѣ, Ѳ ѳ.
  - Łytkin G. S. „Bukwarʹ zyriansko-russko-cerkownosławianskij”. SPb, 1900. Brak liter Ё ё, И и, Ф ф, Х х, Ц ц, Щ щ, Ъ ъ, Ь ь, Э э, Ю ю, Я я. Zawiera litery д̀, з̀, ј, л̀, н̀, с̀, т̀, ч̀.
- komi-permiacki
  - „Wyddiem piermiak ponda”. Perm, 1894. Brak litery Ӧ ӧ. Zawiera litery Ѣ ѣ, Ѳ ѳ.
  - „Bukwarʹ dla (siewiero-wostocznych, inʹwienskich) piermiakow”. Kazań, 1897. Brak liter І і, Ф ф, Х х, Ц ц, Щ щ. Zawiera litery Ӂ ӂ, З̆ з̆, Ш̆ ш̆, Ы̆ ы̆.
  - „Bukwarʹ dla piermiakow Iwienʹskogo kraja”. Kazań, 1899. Brak liter І і, Ц ц, Щ щ. Zawiera litery Ӂ ӂ, З̆ з̆, йи, Ӵ ӵ, ъи, Ѳ ѳ
  - „Bukwarʹ dla (siewiero-wostocznych, inʹwienskich) piermiakow”. Kazań, 1900. Brak liter І і, Ф ф, Х х, Ц ц, Щ щ. Zawiera litery Ӂ ӂ, З̆ з̆, Ӵ ӵ, Ы̆ ы̆.
  - Popow E. „Wyddiem komi otir czeladʹ ponda”. Kazań, 1904. Brak liter Ӧ ӧ, Ф ф, Х х, Ц ц, Щ щ. Zawiera litery д̅з̅, д̅ж̅, ч̅ш̅, Ѣ ѣ, Ӭ ӭ.
  - Moszegow K. „Bukwarʹ dla piermiackich dietiej (na czerdynskom narieczii)”. Kazań, 1908. Brak liter Ъ ъ, Ь ь. Zawiera litery Ӝ ӝ, Ӟ ӟ, Ӵ ӵ, Ѳ ѳ.

Ze względu na brak standaryzowanego alfabetu oraz znikomość publikacji w języku komi (łącznie w latach 1813–1914 wydano ok. 60-70 książek i broszur w komi), alfabety te nie rozpowszechniły się wśród ludności komijęzycznej.

## Alfabet Mołodcowa

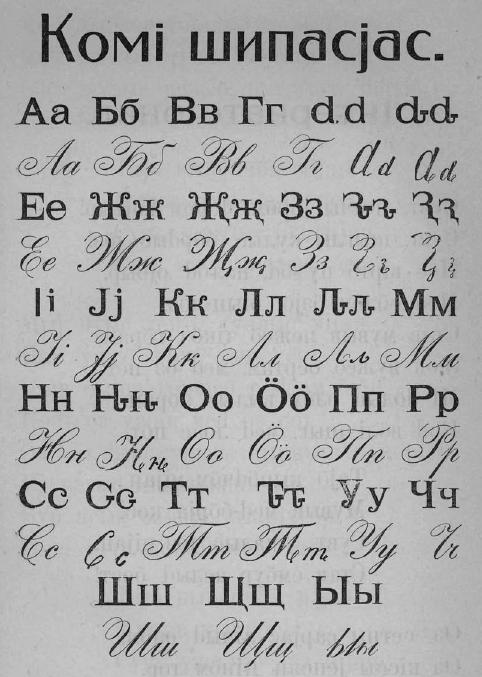
Alfabet Mołodcowa z elementarza z 1926 roku

W 1918 r. użycie języka komi zaczęło się upowszechniać: wprowadzono nauczanie komi w szkołach, zaczęto drukować artykuły w języku komi w lokalnych gazetach itp. W tych warunkach zaistniała potrzeba stworzenia standaryzowanego alfabetu i norm ortograficznych.
W maju i czerwcu 1918 r. w Syktywkarze odbyło się spotkanie nauczycieli, na którym wystąpił Wasilij Mołodcow i zapoznał uczestników spotkania ze swoim projektem alfabetu dla języka komi. W sierpniu tego samego roku na spotkaniu nauczycieli w Ust'-Wymie zatwierdzono alfabet Mołodcowa. Brak niezbędnych czcionek nie pozwolił na natychmiastowe rozpoczęcie drukowania publikacji w tym alfabecie, dlatego do 1920 r. stosowano zmodyfikowany alfabet rosyjski, opracowany przez Andrieja Cembiera.
Alfabet Mołodcowa był oparty na cyrylicy, ale miał kilka specyficznych liter oznaczających miękkie spółgłoski i afrykaty. Od 1921 r. rozpoczęto wydawanie książek zapisanych tym alfabetem.

## Pismo po 1932 roku

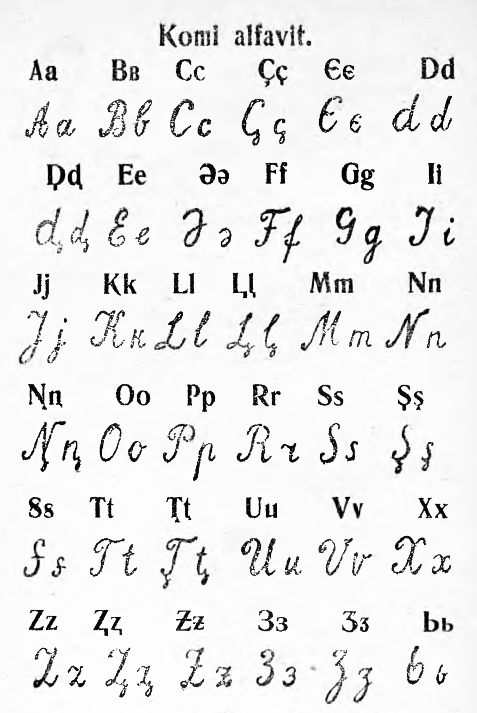
Alfabet komi oparty na łacince

W 1924 roku profesor A.Gren zaproponował latynizację alfabetu komi. Według jego projektu alfabet miał zawierać następujące litery: A a, B b, D d, Dj dj, E e, G g, Zs zs, Dzs dzs, I i, J j, K k, L l, Lj lj, M m, N n, Nj nj, O o, Ö ö, P p, R r, S s, Sj sj, Sch sch, Cs cs, Csj csj, T t, Tj tj, U u, V v, Y y, Z z, Zj zj, Dz dz. Wówczas niewiele osób poparło projekt Grena, ale w tym czasie w ZSRR rozpoczął się proces latynizacji alfabetów. W 1929 r. na konferencji językowej przyjęto rezolucję o potrzebie przejścia na alfabet łaciński, korzystając z doświadczenia latynizacji alfabetów tureckich ludów ZSRR. We wrześniu 1930 r. Biuro Komitetu Regionalnego Komi Komunistycznej Partii Związku Radzieckiego zdecydowało o zmianie systemu zapisu języka komi z cyrylicy na łacinkę. Sam alfabet został zatwierdzony w listopadzie 1931 r., po czym rozpoczęto wydawanie publikacji sporządzonych z wykorzystaniem nowego systemu zapisu.
Łaciński alfabet Komi stał się w istocie transliteracją alfabetu Mołodcowa – zachował ścisłą fonemiczność, oznaczenie miękkich spółgłosek poprzez dodanie „ogona” do litery, specjalne znaki dla afrykat. Tym samym zachowano zarówno zalety, jak i wady poprzedniego alfabetu.
Zmiana sytuacji politycznej w ZSRR w połowie lat 30. XX w. doprowadziła do porzucenia alfabetu łacińskiego komi na rzecz cyrylicy. Przywrócono alfabet Mołodcowa, ale w 1938 r. zastąpiono go nową wersją cyrylicy, znacznie bliższą ortografii rosyjskiej.

Dla języka komi-permiackiego w maju 1937 roku Okręgowa Komisja Alfabetyczna zatwierdziła alfabet zawierający wszystkie 33 litery alfabetu rosyjskiego oraz dodatkowe znaki Җ җ, Ҙ ҙ, І і, Ӧ ӧ, Ӹ ӹ (autor projektu – W. Jakimow). W lipcu 1937 roku ta wersja alfabetu została poddana dyskusji w leningradzkim oddziale Instytutu Języka i Pisma, gdzie przeszła pewne zmiany – Ә ә, Җ җ, Ҙ ҙ, І і, Ӵ ӵ stały się dodatkowymi znakami dla 33 liter podstawowego alfabetu. Jednak kilka dni później, Centralny Instytut Języka i Pisma w Moskwie zalecił zastąpienie znaków Җ җ, Ҙ ҙ, Ӵ ӵ dwuznakami дж, дз, тш. W ostatecznej wersji alfabetu znak Ә ә został zastąpiony przez Ӧ ӧ. 

## Współczesny alfabet
Współczesny alfabet dla języków komi-zyriańskiego i komi-permiackiego został wprowadzony w 1938 roku. Zawiera wszystkie litery alfabetu rosyjskiego, a także znaki Ӧ ӧ i І і. Dwuznaki дж, дз и тш służą do oznaczenia afrykat.
Litera I („twarde i”) jest używana po literach д, з, л, н, с, т w celu oznaczenia ich twardości (przed „normalną” i są one miękkie). Na miękkość spółgłosek wskazuje miękki znak po nich.
Współczesny alfabet komi:
| А а | Б б | В в | Г г | Д д | Е е | Ё ё | Ж ж | З з |
| И и | І і | Й й | К к | Л л | М м | Н н | О о | Ӧ ӧ |
| П п | Р р | С с | Т т | У у | Ф ф | Х х | Ц ц | Ч ч |
| Ш ш | Щ щ | Ъ ъ | Ы ы | Ь ь | Э э | Ю ю | Я я |     |

Język komi-jaźwiński, przez dłuższy czas uważany za jeden z dialektów permskiego języka Komi, otrzymał własny alfabet dopiero na początku XXI wieku, kiedy opublikowano w nim pierwszy elementarz. Alfabet tego dialektu zawiera wszystkie litery alfabetu rosyjskiego, specyficzne znaki Ӧ ӧ, Ө ө, Ӱ ӱ i digrafy дж, дч, тш. Późniejszy słownik rosyjsko-komi-jazwiński zawiera alfabet, który oprócz 33 rosyjskich liter zawiera І і, Ӧ ӧ, Ө ө, Ӱ ӱ. Jednocześnie afrykaty oznaczane są kombinacjami liter дз, дж, тш i litery ч.
Publikacje w dialekcie iżemskim języka komi korzystają ze standardowego alfabetu komi.

## Tabela porównawcza alfabetów komi
| Anbur | Cyrylica Castréna-Sawwaitowa (XIX w.) | Cyrylica Sjögrena (XIX w.) | Alfabet Mołodcowa | Projekt alfabetu prof. A. Grena | Łacinka 1930–1936 | Cyrylica od 1938 | MAF        |
| ----- | ------------------------------------- | -------------------------- | ----------------- | ------------------------------- | ----------------- | ---------------- | ---------- |
|       | a                                     | a                          | a                 | A a                             | a                 | а                | [a]        |
|       | б                                     | б                          | б                 | B b                             | в                 | б                | [b]        |
|       | в                                     | в                          | в                 | V v                             | v                 | в                | [v]        |
|       | г                                     | г                          | г                 | G g                             | g                 | г                | [g]        |
|       | д                                     | д                          | ԁ                 | D d                             | d                 | д                | [d]        |
|       | дј                                    | д̀                          | ԃ                 | Dj dj                           |                   | д (miękkie)      | [ɟ]        |
|       | дж                                    | дж                         | җ                 | Dzs dzs                         | з                 | дж               | [d͡ʒ]       |
|       | дз                                    | дз                         | ԇ                 | Dz dz                           | ӡ                 | дз               | [d͡ʑ]       |
|       |                                       |                            | је                |                                 | je                | е                | [je]       |
|       |                                       |                            | јо                |                                 | jo                | ё                | [jo]       |
|       | ж                                     | ж                          | ж                 | Zs zs                           | ƶ                 | ж                | [ʒ]        |
|       | з                                     | з                          | з                 | Z z                             | z                 | з                | [z]        |
|       | зј                                    | з̀                          | ԅ                 | Zj zj                           | ⱬ                 | з (miękkie)      | [ʑ]        |
|       | і                                     | і                          | і                 | I i                             | i                 | и, і             | [i]        |
|       | ј                                     | ј                          | ј                 | J j                             | j                 | й                | [j]        |
|       | к                                     | к                          | к                 | K k                             | k                 | к                | [k]        |
|       | л                                     | л                          | л                 | L l                             | l                 | л                | [ɫ]        |
|       | лј                                    | л̀                          | ԉ                 | Lj lj                           |                   | л (miękkie)      | [ʎ]        |
|       | м                                     | м                          | м                 | M m                             | m                 | м                | [m]        |
|       | н                                     | н                          | н                 | N n                             | n                 | н                | [n]        |
|       | нј                                    | н̀                          | ԋ                 | Nj nj                           | ꞑ                 | н (miękkie)      | [ɲ]        |
|       | о                                     | о                          | о                 | O o                             | o                 | o                | [o]        |
|       | ӧ                                     | ӧ                          | ӧ                 | Ö ö                             | ә                 | ӧ                | [ɘ]        |
|       | п                                     | п                          | п                 | P p                             | p                 | п                | [p]        |
|       | р                                     | р                          | р                 | R r                             | r                 | р                | [r]        |
|       | с                                     | с                          | с                 | S s                             | s                 | с                | [s]        |
|       | сј                                    | с̀                          | ԍ                 | Sj sj                           |                   | с (miękkie)      | [ɕ]        |
|       | т                                     | т                          | т                 | T t                             | t                 | т                | [t]        |
|       | тј                                    | т̀                          | ԏ                 | Tj tj                           |                   | т (miękkie)      | [c]        |
|       | у                                     | у                          | у                 | U u                             | u                 | у                | [u]        |
|       |                                       |                            |                   | F f                             | f                 | ф                | [f], [p]   |
|       |                                       |                            |                   | H h                             | x                 | х                | [x], [k]   |
|       |                                       |                            |                   | C c                             | c                 | ц                | [t͡s], [t͡ɕ] |
|       | ч                                     | ч                          | щ                 | Cs cs                           |                   | тш               | [t͡ʃ]       |
|       | чј                                    | ч̀                          | ч                 | Csj csj                         |                   | ч                | [t͡ɕ]       |
|       | ш                                     | ш                          | ш                 | Sch sch                         | ꞩ                 | ш                | [ʃ]        |
|       |                                       |                            |                   |                                 |                   | ъ                |            |
|       | ы                                     | ы                          | ы                 | Y y                             |                   | ы                | [ɨ]        |
|       |                                       |                            |                   |                                 |                   | ь                | [ʲ]        |
| ,     | е                                     | е                          | е                 | E e                             | е                 | э                | [e]        |
|       |                                       |                            | ју                |                                 | ju                | ю                | [ju]       |
|       |                                       |                            | ја                |                                 | ja                | я                | [ja]       |